# Jazbina (Horvátország)
Jazbina falu Horvátországban Krapina-Zagorje megyében. Közigazgatásilag Desinićhez tartozik.

## Fekvése
Krapinától 20 km-re nyugatra, községközpontjától 4 km-re északnyugatra a Horvát Zagorje északnyugati részén a szlovén határ mellett fekszik.

## Története
A településnek 1869-ben 191, 1910-ben 173 lakosa volt. Trianonig Varasd vármegye Pregradai járásához tartozott. A településnek 2001-ben 45 lakosa volt.

## Külső hivatkozások
Desinić község hivatalos oldala